# Dermatophagoides pteronyssinus
Dermatophagoides pteronyssinus Trouessart, 1897 é uma espécie de ácaros da família Pyroglyphidae, presente na poeira intradomiciliar em todo o mundo. A espécie é apontada como uma das principais causas de alergia respiratória em humanos.